# Andreas Lundstedt
Andreas Lundstedt (n. Upsala, 20 de mayo de 1972) es un cantante sueco, más conocido por ser uno de los integrantes del grupo Alcazar.

## Biografía

### Inicios musicales
Creció en la pequeña localidad de Knivsta, entre Estocolmo y Upsala. Comenzó su carrera siendo un adolescente, dentro del grupo Stage Four, junto a artistas de la talla de Peter Jöback, Lisa Nilsson y Lizette Pålsson. Más tarde, se trasladó a Nueva York, Estados Unidos, donde tomó lecciones de baile. A su regreso a su país natal, trabajó como corista para artistas tales como Jessica Folcker. Desde 1998 forma parte del grupo Alcazar, formación con la que ha conseguido mayor notoriedad en el mundo de la música con temas como "Crying At The Discoteque".

### Melodifestivalen
Sin embargo, y a pesar de su compromiso con la banda a la que pertenece, Andreas continuó desarrollando su carrera en solitario. En el año 1996 participó en la edición de ese año del Melodifestivalen con el tema "Driver dagg, faller regn" ("Si Hay Rocío, Habrá Lluvia"). En esta ocasión, alcanzó el segundo puesto, solo por detrás del grupo One More Time. El Melodifestivalen es la preselección nacional sueca para el Festival de la Canción de Eurovisión.
Un año más tarde, volvería a probar fortuna en el mismo festival con el tema "Jag saknar dig" ("Te añoro"). En esta ocasión, sólo fue séptimo. Su siguiente participación en dicho concurso, tuvo lugar en el Melodifestivalen 2003, con su grupo Alcazar y el tema "Not A Sinner, Nor A Saint", primer sencillo en el que participó el nuevo miembro del grupo, Magnus Carlsson.
En 2005, año en el que participó con su grupo en el Melodifestivalen y el tema "Alcastar", ha actuado igualmente en el musical "Saturday Night Fever" en el Teatro Oscar de Estocolmo. 
El 2006 fue su año para participar Eurovisión, lo hizo por Suiza, dentro del grupo creado para la ocasión "Six4one", aunque no se llegaron a las expectativas.
Una vez más, el Melodifestivalen 2007 recibió a Andreas con el tema "Move", que no consiguió pasar la semifinal.

## Vida personal
Andreas es abiertamente homosexual. Mantuvo una relación con Magnus Carlsson, integrante del grupo Barbados. Posteriormente, Magnus abandonaría a su banda para integrarse a Alcazar junto a Andreas. 
En diciembre de 2007, Andreas confirmó a la prensa sueca que era VIH positivo. Andreas actualmente está comprometido con el patinador artístico Niklas Hogner.

## Sencillos en solitario
- 1996: Driver Dagg Faller Regn
- 1996: Driver Dagg Faller Regn – Summer Mixes
- 1996: Hey-Ya Hey-Ya
- 1997: Jag Saknar Dig, Jag Saknar Dig
- 2006: Lovegun/Nightfever
- 2006: Dollar Queen (solo venta por internet)
- 2007: Move